# Lapończycy
Lapończycy, Saamowie (Łoparowie, Loparowie; lap. Saami) – lud zamieszkujący głównie Laponię – krainę historyczno-geograficzną w Europie Północnej obejmującą północne krańce Norwegii, Finlandii, Rosji (Płw. Kolski) oraz Szwecji. Historycznie nazywani Lapończykami, które to miano jest obecnie uważane przez niektóre społeczności saamskie za obraźliwe. Saamowie są potomkami pierwotnych mieszkańców Skandynawii.
Jedna trzecia Lapończyków posługuje się językami saamskimi (z grupy języków ugrofińskich), pozostali mówią językami urzędowymi krajów, w których mieszkają.

## Nazewnictwo
Pochodzenie słowa Saami jest nieznane. Istnieje teoria łącząca Saami, Häme (region w Finlandii) oraz Suomi (fińskie określenie Finlandii) w grupę wywodzącą się od tego samego zapożyczenia z języków bałtyckich – *žēmē, oznaczające ziemię.
Pochodzenie określenia Lapończycy (szw. lappar, ros. лопь) jest nieznane, przez wieki została ona skojarzona ze szwedzkim słowem „lapp”, oznaczającym łatę i uznana za pejoratywną, sugerującą, że Saamowie noszą stare połatane ubrania lub że są ludem „przyszytym” do prawowitych mieszkańców Skandynawii. Z tego powodu od lat 20. XX wieku w Rosji oraz w ostatnich dziesięcioleciach w krajach nordyckich zaczęto upowszechniać nazwy oparte na rdzennej nazwie Saami.
W języku polskim nazwa „Lapończycy” została wprowadzona bez negatywnego kontekstu i nie ma wydźwięku negatywnego.

## Historia

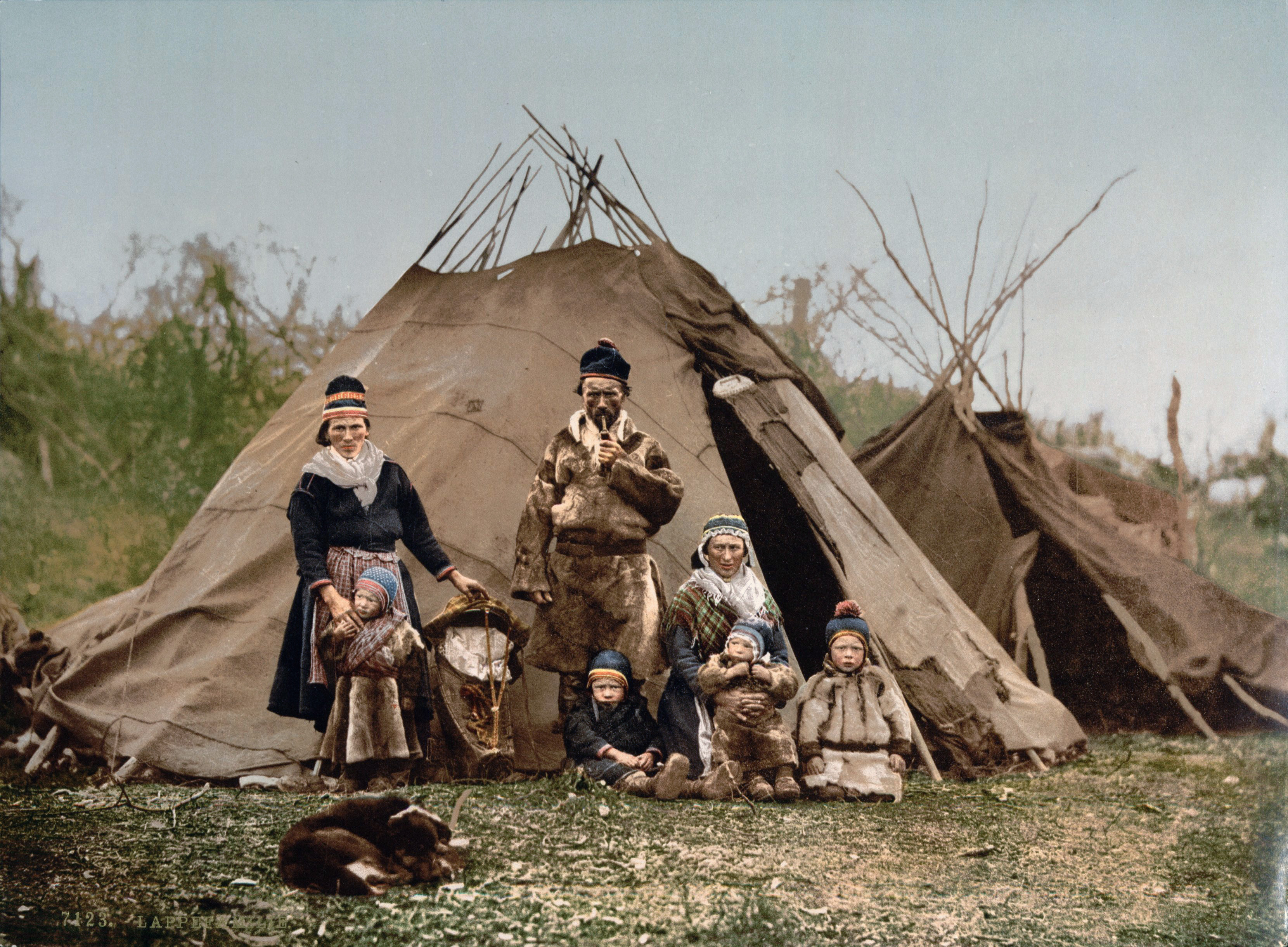
Saamowie, autochtoni Laponii, około 1900 roku

Ten koczowniczy lud trudnił się głównie myślistwem. Do XIV w. zamieszkiwali oni znaczny obszar Skandynawii (również obszar współczesnej Finlandii), później zostali zepchnięci na północ przez ludy skandynawskie i ugrofińskie. Genetycznie Saamowie są dość odlegli od innych ludów żyjących w Skandynawii, wykazując stosunkowo najbliższe (acz niewielkie) pokrewieństwo z Finami – przypuszczalnie w efekcie setek lat mieszania się populacji. Zajmują oni najmniej korzystne obszary tundry polarnej. Saamowie zostali schrystianizowani bardzo późno, bo dopiero w okresie od XVII do XIX wieku, przy czym Saamowie skandynawscy przyjęli luteranizm, a Saamowie kolscy – prawosławie.

### Konflikt ze Szwecją
Od 1993 rząd Szwecji odmawiał Saamom wyłącznego prawa do polowań i rybołówstwa w regionie Girjas Sami. 23 stycznia 2020 jednak wszystkich pięcioro sędziów Szwedzkiego Sądu Najwyższego podjęło decyzję o przyznaniu im tego prawa. Proces trwał ponad 10 lat. Ich konflikt i wyzysk ze strony znajdujących się na tych terenach państw liczy sobie jednak setki lat. W 1922 r. powołano w Szwecji Instytut Biologii Rasowej, gdzie badano Saamów pod kątem eugeniki. Dzieci Saamów były porywane i zabierane od ich rodzin i przymusowo osadzane w tzw. szkołach z internatem. Znane są także przypadki przeprowadzanych przez państwo sterylizacji celem doprowadzenia do stanu „czystości rasowej” w latach 50. XX w. Prawa do połowów były dzielone pomiędzy Saamów, a rząd Szwecji od 2016 roku. W wyniku wyroku z 2020 roku wzrosło poparcie dla ratyfikacji Konwencji 169 o Rdzennej Ludności Międzynarodowej Organizacji Pracy, której Szwecja dotąd nie podpisała.
W 2014 parlament Saamów uchwalił wezwanie do moratorium na wydobycie surowców na ich terenach. Wydobyciem miała zająć się brytyjska korporacja Beowulf Mining poprzez szwedzką spółkę zależną Jokkmokk Iron Mines AB. Deklarowano bogactwo złóż na 118,5 mln ton rud żelaza.
W XXI wieku na ziemi Saamów zaczęto odkrywać największe w Europie złoża pierwiastków ziem rzadkich, a także innych minerałów, o czym informowała szwedzka spółka wydobywcza LKAB. Jak przekazał prezes spółki, ich obecność była znana od około dwóch lat, jednak w wypadku niezniesienia ograniczeń na wydobycie, nie ruszy ono przez następnych 10-15 lat. Zwiększaniu wydobycia w Szwecji sprzeciwiała się współrządząca Szwecją w latach 2014–2021 partia Zielonych. Od czasu wyroku z 2020 roku (patrz wyżej) Saamowie dostają groźby śmierci. Rząd Szwecji przeprowadzał także przymusowe przesiedlenia Saamów z ich terenów.

## Kultura i zwyczaje

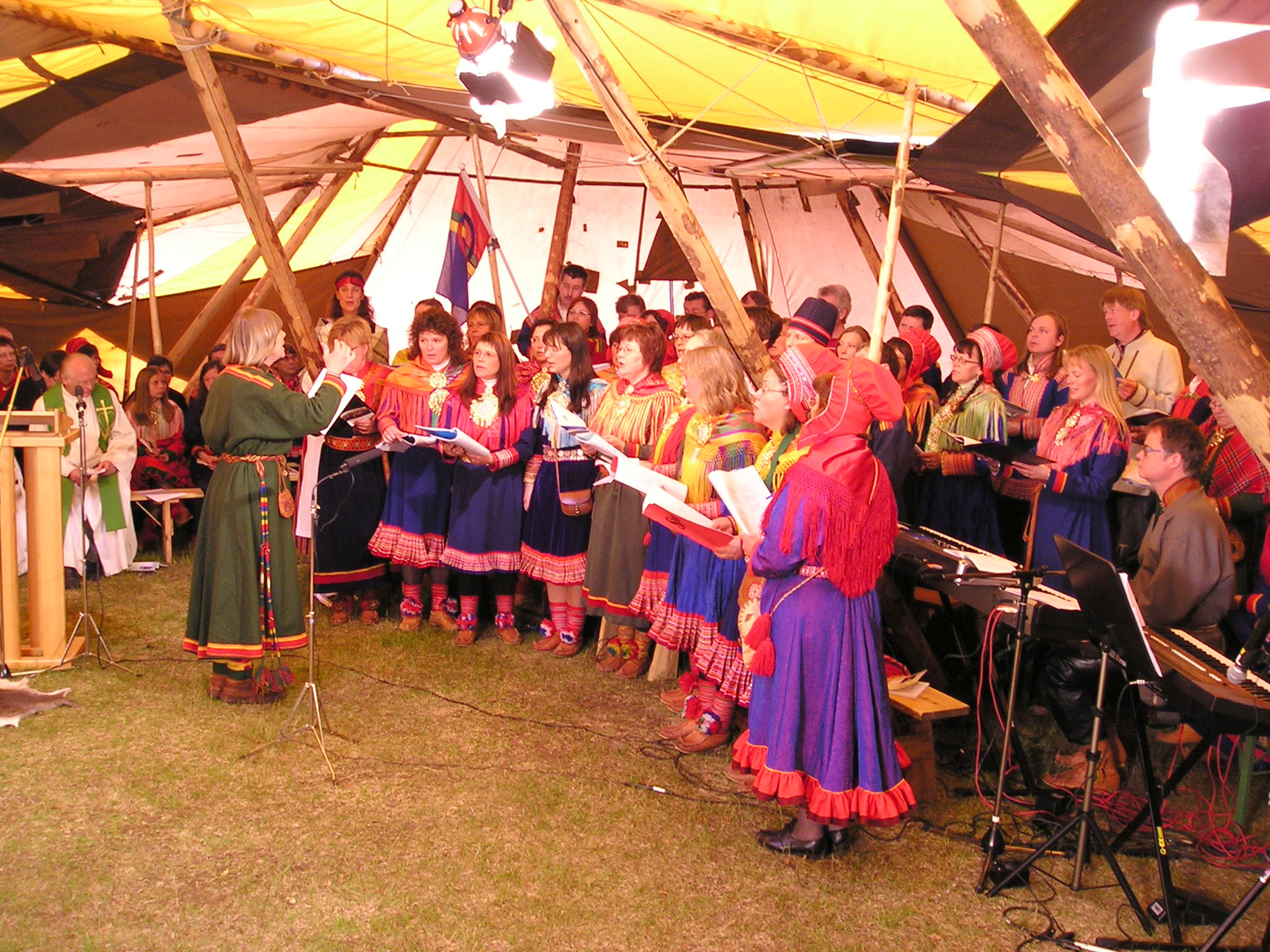
Współcześni Saamowie w strojach ludowych

Silne procesy asymilacyjne wymusiły na większości Saamów przejęcie osiadłego trybu życia, choć przez długi okres granice poszczególnych krajów nie miały dla koczowniczych Saamów większego znaczenia. Lud ten nadal trudni się tradycyjnymi zajęciami: myślistwem (Saamowie leśni), rybołówstwem (Saamowie nadbrzeżni, głównie nad Oceanem Arktycznym) czy hodowlą reniferów (Saamowie górscy).
Wśród Saamów ciągle żywy jest folklor, m.in. oryginalny kolorowy strój ludowy, rytmiczna forma śpiewu – tzw. joikowanie oraz zdobnictwo w rogu, kości i drewnie. Ciągle obecne są elementy szamańskich praktyk i animistycznych wierzeń.

## Demografia
Według szwedzkiego parlamentu Saami szacowana liczba ludności Saami wynosi około 70 000. Jednym z problemów przy próbie oszacowania liczby ludności Saami jest to, że istnieje niewiele wspólnych kryteriów tego, czym jest „bycie Saami”. Ponadto istnieje kilka języków Saami i dodatkowych dialektów, a na terenie Laponii jest kilka obszarów, gdzie niewielu Saami posługuje się językiem ojczystym z powodu wymuszonej asymilacji kulturowej, lecz nadal uważają się za Samów. Inne wyznaczniki tożsamości to pokrewieństwo (o którym można powiedzieć, że ma duże znaczenie dla wszystkich Saami), region geograficzny Laponii, z którego pochodzi ich rodzina, lub też ochrona bądź zachowanie pewnych aspektów kultury saamskiej.
Niemniej jednak, ze względu na asymilację kulturową ludności Saami, która miała miejsce w czterech krajach na przestrzeni wieków, trudno jest dokładnie oszacować liczbę ludności. Liczebność tej populacji szacuje się na od 80 do 135 tysięcy osób, na obszarze całego regionu nordyckiego, w tym na terenach miejskich, takich jak Oslo, położonych poza Laponią.

## Znani Saamowie
- Lars Levi Læstadius (1800–1861) – szwedzko-saamski pastor luterański, założyciel religijnego ruchu odrodzeniowego laestadianizmu, botanik, pisarz i propagator abstynencji.
- Mari Boine (ur. 1956) – norwesko-saamska piosenkarka o międzynarodowej sławie, tworzy i wykonuje muzykę, inspirującą się folklorem saamskim.
- Tomi Putaansuu (ur. 15 lutego 1974 w Rovaniemi) – założyciel i członek hardrockowego zespołu Lordi. To właśnie on realizuje nowe pomysły na teledyski, piosenki i stroje dla grupy.